# Kizhuppillikkara
Kizhuppillikkara es una ciudad censal situada en el distrito de Thrissur en el estado de Kerala (India). Su población es de 5275 habitantes (2011).

## Demografía
Según el censo de 2011 la población de Kizhuppillikkara era de 5275 habitantes, de los cuales 2379 eran hombres y 2896 eran mujeres. Kizhuppillikkara tiene una tasa media de alfabetización del 95,81%, superior a la media estatal del 94%: la alfabetización masculina es del 97,54%, y la alfabetización femenina del 94,44%.